# Tomislav Jablanović
Tomislav Jablanović (* 21. Mai 1921 in Dolac bei Travnik, Königreich Jugoslawien, heute Bosnien-Herzegowina; † 10. September 1986 in Mosbach, Deutschland) war ein römisch-katholischer Weihbischof in Vrhbosna und Titularbischof von Aquae in Dacia.

## Leben
Tomislav Jablanović wurde in der kleinen Ortschaft Dolac, in der Nähe der zentralbosnisch Stadt Travnik, geboren. Ebenda besuchte er die Grundschule, unter Leitung der Barmherzigen Schwestern vom hl. Vinzenz von Paul, das Gymnasium in Travnik. Die gymnasiale Schulzeit in Travnik prägte ihn besonders. Zu seinen Schulfreunden zählten viele Bosniaken.
Sein Theologiestudium, in der Zeit von 1939 bis 1944, absolvierte er am Bischöflichen Priesterseminar Sarajevo. Die Weihe zum römisch-katholischen Priester, im Alter von 22 Jahren, erfolgte am 30. November 1943 im Erzbistum Vrhbosna. Als römisch-katholischer Priester war er zunächst als Schulkatechet an einer Grundschule in Sarajevo tätig.
Vom 13. Juni 1945 bis zum 13. Juni 1953 verbüßte er im kommunistischen Regime Jugoslawiens eine Gefängnishaft in Zenica. Nach der Haftentlassung wurden ihm für fünf weitere Jahre alle Bürgerrechte entzogen. Danach leistete Tomislav Jablanović für ein Jahr, von 1959 bis 1960, seinen Wehrdienst bei der ehemaligen JNA ab. Seine erste römisch-katholische Pfarrei, die er pastoral betreute, war in der Ortschaft Bistrica bei Bugojno.
Seine theologischen Studien setzte er an der erzbischöflichen Fakultät von Zagreb mit Erfolg fort. Die Ernennung zum Weihbischof im Erzbistum Vrhbosna und Titularbischof von Aquae in Dacia erfolgte am 16. November 1970. Am 12. Dezember 1970 wurde er in Sarajevo durch Erzbischof Smiljan Franjo Čekada zum Kanoniker beauftragt. Die feierliche Bischofsweihe fand, im Alter von knapp 50 Jahren, am 18. April 1971 statt.
1973 wurde er in der ehemaligen Bischofskonferenz Jugoslawiens Mitglied im „Rat für die Familien“, 1976 Präsident im „Rat für die Laien“. Im Jahre 1983 wurde er durch die kroatischen Bischöfen zum Präsidenten für den „Rat der kroatischen Migranten“ gewählt. Über seine pastoralen Besuche im Ausland berichtete er in der römisch-katholischen überregionalen Wochenzeitung Glas Koncila. Als Vertreter der Jugoslawischen Bischofskonferenz nahm er bei Sitzungen der Französischen Bischofskonferenz teil, zudem bei Studientreffen im Bereich Interreligiöser Dialog.
Auf Vorschlag der Jugoslawischen Bischofskonferenz 1968 arbeitete Jablanović als Sekretariatsleiter in der Sektion für die „Beziehungen mit Nichtchristen“. Am 26. April 1985 wurde er durch Kardinalstaatssekretär Agostino Casaroli zum offiziellen Vollmitglied dieses Sekretariats bestimmt. Von 1978 bis 1983 war Bischof Jablanović Vorsitzender der Jugoslawischen Bischofskonferenz, seit dem Jahr 1971 war der Dozent für römisch-katholische Theologie und den Islam an der erzbischöflichen Fakultät Sarajevo. Davor seit dem Jahr 1967 an der erzbischöflichen Fakultät Zagreb Dozent im Bereich Religionsgeschichte, insbesondere für sein Fachgebiet, den Islam.
Bei einem pastoralen Besuch der kroatischen Diaspora in Deutschland, verstarb Bischof Tomislav Jablanović am 10. September 1986, im Alter von 65 Jahren. Seine Ruhestätte befindet sich neben dem Grab seines Bruders Branimir Jablanovic auf dem Mirogoj-Friedhof von Zagreb.